# Theodor Szehinskyj
Theodor Szehinskyj, né le 14 février 1924 et mort en 2014, est un militaire et fugitif nazi germano-américain puis apatride.
Il a été placé sur la liste des criminels de guerre nazis les plus recherchés du Centre Simon-Wiesenthal.